# Titus Valerius Caratinus
Titus Valerius Caratinus war ein im 2. oder 3. Jahrhundert n. Chr. lebender Angehöriger der römischen Armee.
Durch eine Weihinschrift, die bei Miltenberg gefunden wurde und die auf 151/260 datiert wird, ist belegt, dass Caratinus Centurio war. Er war vermutlich Centurio des Numerus Seiopensium.